# 1991年東京都知事選挙
1991年東京都知事選挙（1991ねんとうきょうとちじせんきょ）は、1991年（平成3年）4月7日に行われた東京都知事選挙である。
第12回統一地方選挙の一環として実施された。

## 概要
主な争点は現職・鈴木俊一の高齢と多選（4期目）への是非だった。また首長選挙にも関わらず、湾岸戦争への自衛隊海外派遣の是非も争点化した。
盟友の丹下健三に手掛けさせた巨大な新都庁舎に代表される箱物行政と、多選批判が高まった鈴木を自民党都連が引き続き支持することを表明、鈴木は4選を目指し立候補した。一方、中央の意のままにならぬ鈴木に引導を渡したい自民党本部は、公明党・民社党と相乗り（自公民路線）でNHK報道局長の磯村尚徳を擁立した。
社公民路線が破綻したものの革新勢は社共共闘の復活もできず、日本社会党では内部抗争から候補者擁立に出遅れた前回の反省から都知事候補選定委員会を設置して合議を諮ったが、委員長の土井たか子、社会民主連合の江田五月や菅直人、岡野加穂留（明治大学教授）と異論百出して纏まらず、結局は中央大学教授の大原光憲を口説き落として選挙戦を闘った。しかし社民連の田英夫は鈴木を支援し、大原も共産党推薦で再出馬した畑田重夫の後塵を拝するなど足並みが乱れた。加えて公明党系の浜田マキ子も無所属で立ったため、既成政党のほとんどが分裂選挙になる様相を呈した。
抜群の知名度を誇るスポーツ平和党参議院議員のアントニオ猪木が一旦は出馬表明したが、格闘家として支援を受けていた清和研の創始者福田赳夫や同事務総長三塚博、同政策委員長森喜朗の説得で断念し、磯村と政策協定を結んで告示直前に撤退した。そんな中、ロック歌手で抜群の知名度を誇る内田裕也が猪木の断念を受けて急遽立候補を決意し、選挙運動を宇崎竜童監督の実録映画『魚からダイオキシン!!』に纏めた。
1955年から連続9回にわたって立候補し続けた赤尾敏が前年に、赤尾と共に通算で5回挑戦した深作清次郎も4年前にそれぞれ死去したことで常連候補の一角が欠けた代わりに、2000年代にかけて名物候補者となる中松義郎（ドクター・中松）がミニ政党の推薦を束ねて無所属で初挑戦したのを始め、16候補が出馬する活況を呈した。1971年から連続6回目となる南俊夫はこれが生涯最後の出馬となり、三井理峯の衝撃的な政見放送も反響を呼んだ。

## 選挙データ

### 告示日
- 1991年（平成3年）3月

### 投票日
- 1991年（平成3年）4月7日

開票は翌8日に行った。

## 主な争点

### 政局
- 鈴木俊一知事の多選、年齢の是非。

## 選挙運動

### 立候補者
16名、届け出順。
| 候補者名                           | 年齢 | 新旧 | 党派                     | 党派                                                                                            | 肩書                            |
| 候補者名                           | 年齢 | 新旧 | 公認                     | 推薦・支持他                                                                                    | 肩書                            |
| ---------------------------------- | ---- | ---- | ------------------------ | ----------------------------------------------------------------------------------------------- | ------------------------------- |
| 中松義郎 （なかまつ よしろう）     | 62   | 新   | 無所属                   | 新自由クラブ、サラリーマン新党、新政クラブ、環境党、 主権在民党、UFO党、新文明党、新民主党 推薦 | 国際発明家協会会長              |
| いそむら尚徳 （いそむら ひさのり） | 61   | 新   | 無所属                   | 自由民主党本部、公明党、民社党本部、 スポーツ平和党 推薦                                        | 元NHK特別主幹                   |
| 東郷健 （とうごう けん）           | 58   | 新   | 雑民党                   |                                                                                                 | 雑誌編集長                      |
| 浜田マキ子 （はまだ まきこ）       | 49   | 新   | 無所属                   |                                                                                                 | 貿易会社社長 元スチュワーデス   |
| 対馬テツ子 （つしま てつこ）       | 38   | 新   | 緑の党                   |                                                                                                 | 政治団体代表 元中学校教諭       |
| 鈴木俊一 （すずき しゅんいち）     | 80   | 現   | 無所属                   | 創ろうみんなの東京の会、 自民党都連、民社党都連 推薦                                            | 東京都知事 元自治省事務次官     |
| 福田拓泉 （ふくだ たくせん）       | 63   | 新   | 大日本誠流社             | 北方領土返還推進連盟 推薦                                                                       | 政治団体役員                    |
| 大原みつのり （おおはら みつのり） | 64   | 新   | 無所属                   | 東京に新しい政治と文化をつくる会、 日本社会党 推薦                                              | 中央大学法学部教授              |
| 橘高明 （きったか あきら）         | 58   | 新   | アジア建国党             |                                                                                                 | 政治団体事務局長                |
| 畑田重夫 （はただ しげお）         | 65   | 新   | 無所属                   | ふたたび革新都政をめざす会、 日本共産党 推薦                                                    | 国際政治学者 元名古屋大学助教授 |
| 岡田三男 （おかだ みつお）         | 67   | 新   | 全日本ドライバーズクラブ |                                                                                                 | 外車平行輸入業 著述業           |
| しらいサカエ （しらい さかえ）     | 54   | 新   | 国民党                   |                                                                                                 | 政治団体代表 貿易会社社長       |
| 南俊夫 （みなみ としお）           | 79   | 新   | 世界連邦創設委員会       |                                                                                                 | 政治団体役員                    |
| 三井理峯 （みつい りほう）         | 79   | 新   | 無所属                   |                                                                                                 | 無職                            |
| 内田裕也 （うちだ ゆうや）         | 51   | 新   | 無所属                   |                                                                                                 | ロック歌手 俳優                 |
| マスダシン一 （ますだ しんいち）   | 67   | 新   | 政事公団太平会           |                                                                                                 | 政治団体代表                    |

## 選挙結果

### 概要

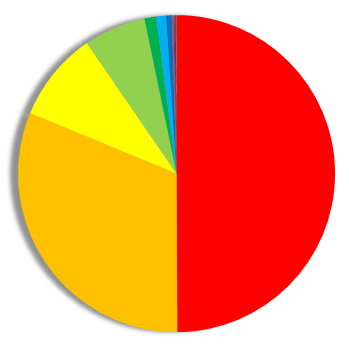
各候補の得票率
■鈴木俊一
■いそむら尚徳
■畑田重夫
■大原みつのり
■内田裕也
■浜田マキ子
■中松義郎
■岡田三男
■対馬テツ子
■東郷健
■しらいサカエ
■南俊夫
■福田拓泉
■三井理峯
■マスダシン一

投票率は51.56%で、前回1987年の43.19%を大きく上回った（前回比 +8.37%）。

### 候補者別得票数
※当日有権者数：人 最終投票率：51.56%（前回比： 8.37pts）
| 候補者名   | 年齢 | 所属党派                 | 新旧別 | 得票数      | 得票率 | 推薦・支持                      |
| ---------- | ---- | ------------------------ | ------ | ----------- | ------ | ------------------------------- |
| 鈴木俊一   | 80   | 無所属                   | 現     | 2,292,846票 | 49.94% | 自由民主党都連、民社党都連 推薦 |
| 磯村尚徳   | 61   | 無所属                   | 新     | 1,437,233票 | 31.31% | 自由民主党、公明党、民社党 推薦 |
| 畑田重夫   | 67   | 無所属                   | 新     | 421,775票   | 9.19%  | 日本共産党 推薦                 |
| 大原光憲   | 64   | 無所属                   | 新     | 290,435票   | 6.33%  | 日本社会党 推薦                 |
| 内田裕也   | 51   | 無所属                   | 新     | 54,654票    | 1.19%  |                                 |
| 浜田マキ子 | 49   | 無所属                   | 新     | 45,247票    | 0.99%  |                                 |
| 中松義郎   | 62   | 無所属                   | 新     | 27,145票    | 0.59%  |                                 |
| 岡田三男   | 65   | 全日本ドライバーズクラブ | 新     | 7,374票     | 0.16%  |                                 |
| 対馬テツ子 | 38   | 緑の党                   | 新     | 5,691票     | 0.12%  |                                 |
| 東郷健     | 58   | 雑民党                   | 新     | 2,254票     | 0.05%  |                                 |
| 志良以榮   | 54   | 国民党                   | 新     | 1,643票     | 0.04%  |                                 |
| 南俊夫     | 79   | 世界連邦創設委員会       | 新     | 1,245票     | 0.03%  |                                 |
| 福田拓泉   | 63   | 大日本誠流社             | 新     | 1,190票     | 0.03%  | 北方領土返還推進連盟 推薦       |
| 三井理峯   | 79   | 無所属                   | 新     | 829票       | 0.02%  |                                 |
| 増田眞一   | 67   | 政事公団太平会           | 新     | 740票       | 0.02%  |                                 |
| 橘高明     | 58   | アジア建国党             | 新     | 451票       | 0.01%  |                                 |

パリ仕込みの「キザ」が看板で有力候補の一人であった磯村は、下町の銭湯で年寄の背中を流すパフォーマンスを報道陣に公開するなど庶民派をアピールして成り振り構わぬ選挙戦を展開した。しかし、中央による押し付け候補という図式への反感から鈴木に票が流れ、当初の「多選・高齢・箱物」批判の図式が霞んだこと、批判票の候補乱立による分散もあって鈴木が悠々と4選を果たした。
革新勢の一人である社会党推薦の大原は、共産党が推す勤労者通信大学学長の畑田重夫すら下回って供託金を没収される惨敗を喫した。大原は埼玉県所沢市の住民で、都知事選には立候補こそ可能だが自身に投票できる権利は有していなかった。選挙後に大原は体調を崩し、翌年7月に没した。
今回の統一地方選全体では勝利した自民党だが、幹事長の小沢一郎はこの都知事選での失敗を理由に自ら申し出て辞任する。この件は分裂選挙に巻き込んだ公明党に対する小沢の義理立てともなり、小沢と公明党の関係強化につながった。また無役となった小沢は所属する経世会の会長代行に就任し、後の政界再編へと動く契機になった。